# Kyle Ebecilio
Kyle Ebecilio est un footballeur néerlandais né le 17 février 1994. Il évolue au poste de milieu de terrain au FC Twente.

## Palmarès

### En équipe nationale
- Pays-Bas -17 ans
  - Vainqueur du championnat d'Europe des moins de 17 ans en 2011